# Pura Ulun Danu Bratan

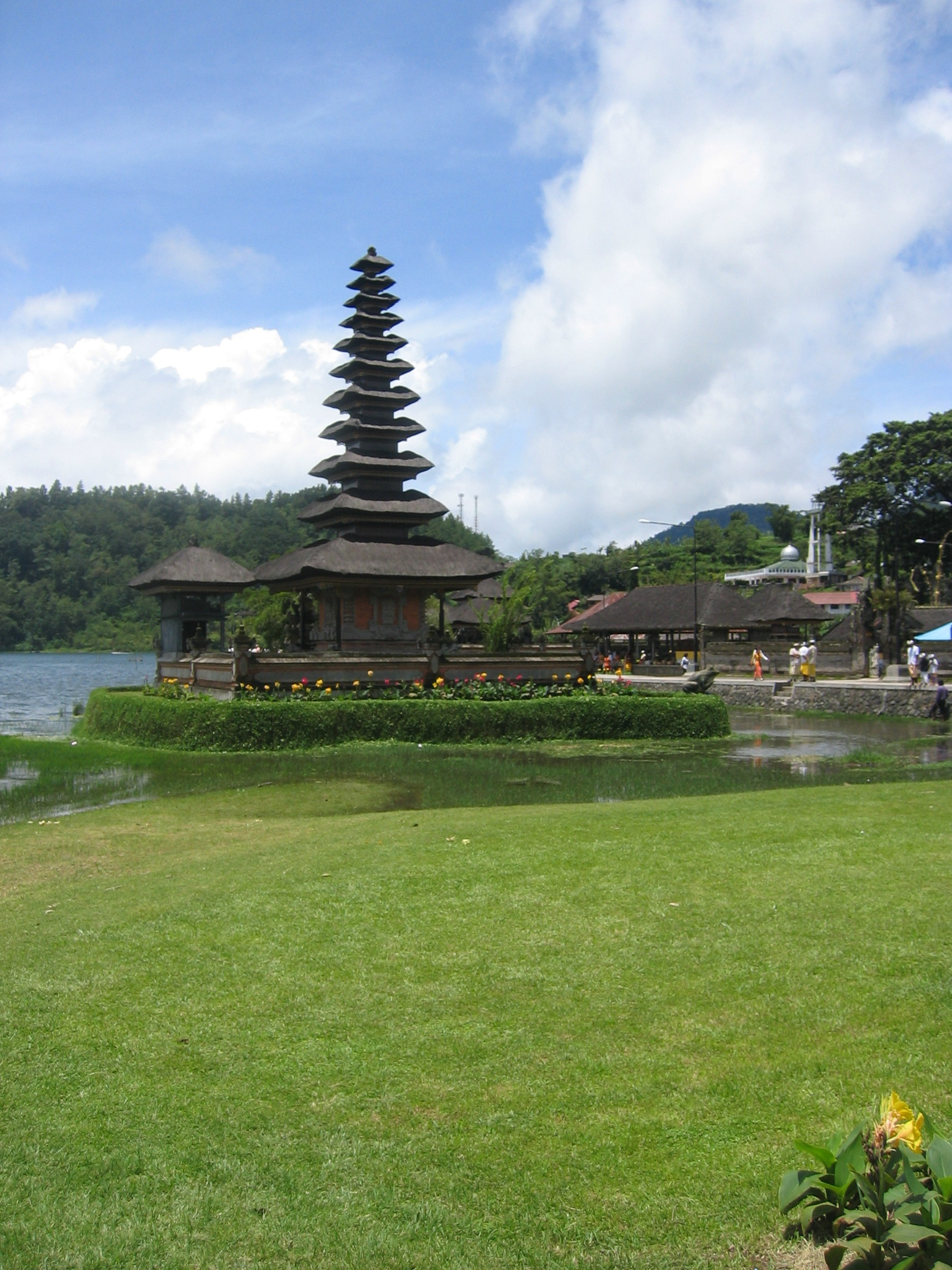
Pura Ulun Danu

De Ulun Danu Bratan is een Balinese Pura, een hindoeïstische tempel op Bali. De Pura Ulun Danu Bratan ligt in het noordwesten van het eiland bij het Bratan-meer.
De tempel is gewijd aan de godin Dewi Danu, de godin van het water, meren en rivieren. Dit meer speelt een belangrijke rol in de irrigatie van de omgeving.
Het complex werd in 1633 gebouwd. Het is verdeeld over verschillende eilandjes. De Meru, met elf daken is gewijd aan Shiva en zijn gemalin Parvati. Ook Boeddha (als reïncarnatie van Vishnoe) heeft een plaats in de hindoeïstische godentempel.
Het Bratan-meer staat bekend als het "heilige bergmeer", de omgeving is zeer vruchtbaar. Het ligt op 1200 meter hoogte en het klimaat is daardoor koel.